# Funambule Montmartre
Funambule Montmartre je soukromé pařížské divadlo se 120 místy na adrese 53 Rue des Saules v 18. obvodu.

## Historie
Divadlo bylo založeno v roce 1988. Théâtre du Funambule koupili v roce 2006 dva herci, Julien Héteau a Sandra Everro s programem zaměřeným na současnou tvorbu.
V roce 2016 prošel sál kompletní rekonstrukcí: jeviště bylo zvětšeno a byla instalována nová  sedadla.